# Macomb County
Das Macomb County ist ein County im US-Bundesstaat Michigan. Der Verwaltungssitz (County Seat) ist Mount Clemens. Das U.S. Census Bureau hat bei der Volkszählung 2020 eine Einwohnerzahl von 881.217 ermittelt.
Das Macomb County ist Bestandteil von Metro Detroit, der Metropolregion um die Stadt Detroit.

## Geographie
Das County liegt im Südosten der Unteren Halbinsel von Michigan im nordöstlichen Vorortbereich von Detroit und grenzt im Südosten an den Lake St. Clair, der die Grenze zur kanadischen Provinz Ontario bildet. Das Macomb County hat eine Fläche von 1476 Quadratkilometern, wovon 231 Quadratkilometer Wasserfläche sind. Es grenzt an folgende Nachbarcountys:
| Lapeer County  |              | St. Clair County                  |
| Oakland County |              |                                   |
|                | Wayne County | Lambton County (Ontario, Kanada)1 |

1 – Seegrenze im Lake St. Clair

## Geschichte

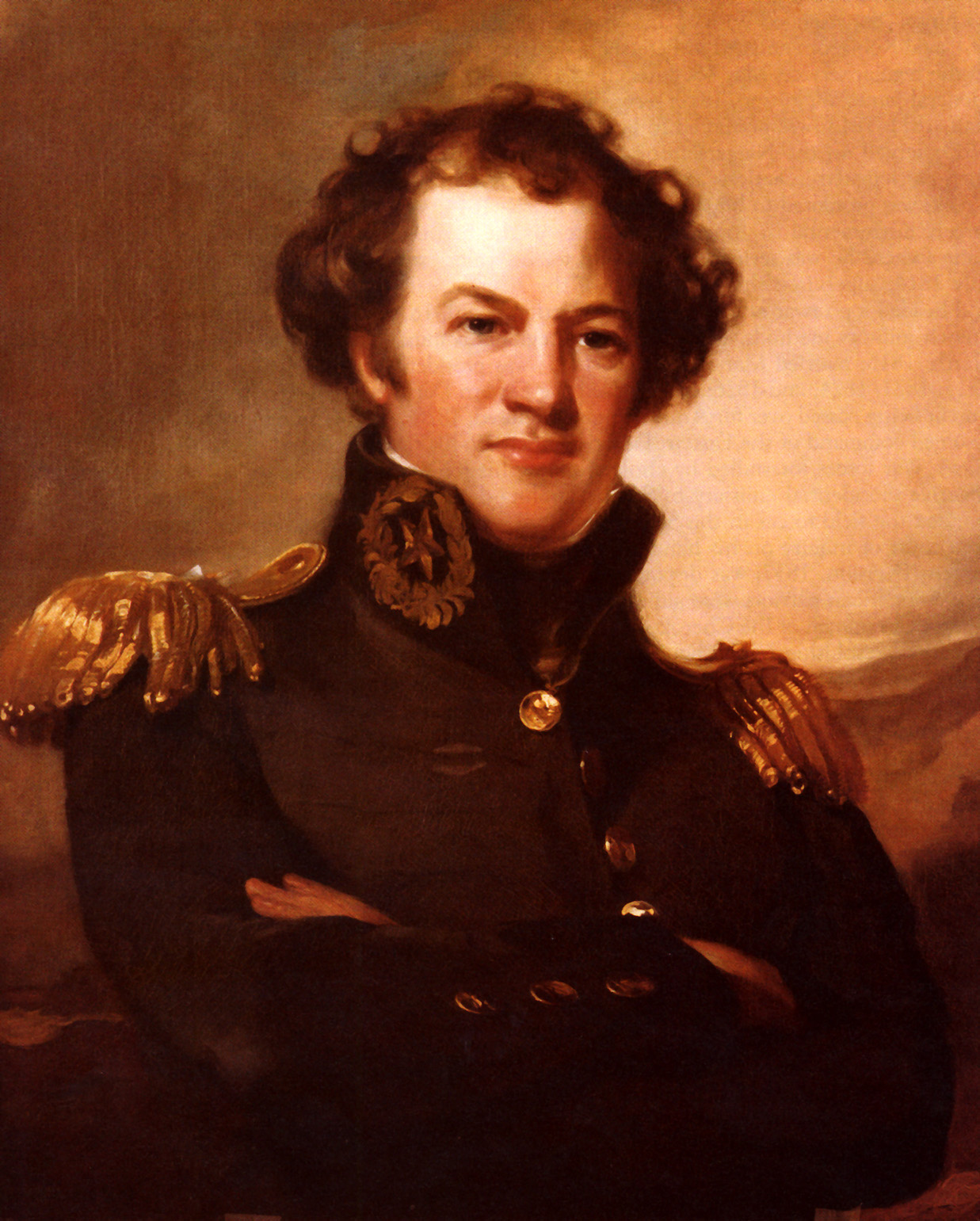
Macomb

Das Macomb County wurde 1818 aus ehemaligen Teilen des Wayne County gebildet. Benannt wurde es nach Alexander Macomb (1782–1841), einem aus Detroit stammenden US-amerikanischen General im Krieg von 1812.

Ein Ort im Macomb County hat den Status einer National Historic Landmark, das General Motors Technical Center. 15 Bauwerke und Stätten des Countys sind insgesamt im National Register of Historic Places eingetragen (Stand 26. Januar 2018).

## Demografische Daten
Nach der Volkszählung im Jahr 2010 lebten im Macomb County 840.978 Menschen in 330.322 Haushalten. Die Bevölkerungsdichte betrug 675,5 Einwohner pro Quadratkilometer. In den 330.322 Haushalten lebten statistisch je 2,51 Personen.
Nach Rassen eingeteilt, betrachtet setzte sich die Bevölkerung zusammen aus 85,4 Prozent Weißen, 8,6 Prozent Afroamerikanern, 0,3 Prozent amerikanischen Ureinwohnern, 3,0 Prozent Asiaten sowie anderen Rassen; 2,1 Prozent stammten von zwei oder mehr Rassen ab. Unabhängig von der ethnischen Zugehörigkeit waren 2,3 Prozent der Bevölkerung spanischer oder lateinamerikanischer Abstammung.
23,0 Prozent der Bevölkerung waren unter 18 Jahre alt, 62,7 Prozent waren zwischen 18 und 64 und 14,3 Prozent waren 65 Jahre oder älter. 51,4 Prozent der Bevölkerung war weiblich.
Das jährliche Durchschnittseinkommen eines Haushalts lag bei 53.996 USD. Das Prokopfeinkommen betrug 26.524 USD. 9,8 Prozent der Einwohner lebten unterhalb der Armutsgrenze.
Im Macomb County wehren sich sowohl die demokratischen als auch republikanischen Abgeordneten, das benachbarte, im Vergleich arme Detroit zu unterstützen.

## Orte im Macomb County
Citys
| - Center Lane - Eastpointe - Fraser - Memphis1 | - Mount Clemens - New Baltimore - Richmond1 - Roseville | - St. Clair Shores - Sterling Heights - Utica - Warren |

Villages
- Armada
- Grosse Pointe Shores2
- New Haven
- Romeo

Unincorporated Communitys
| - Anchor Bay Gardens - Anchor Bay Harbor - Anchor Bay Shores - Broad Acres - Cady - Chesterfield | - Chesterfield Shores - Clifton Mill - Clinton - Davis - Disco - Lakeside | - Lottivue - Macomb - Meade - Milton - Mount Vernon - Point Lakeview | - Preston Corners - Ray Center - Saint Clair Haven - Sang - Sebille Manor - Selfridge ANGB | - Shelby - Waldenburg - Washington - Wolcott Mills - Yates |

1 – teilweise im St. Clair County

2 – teilweise im Wayne County

## Gliederung
Neben 13 unabhängigen Städten ist das Macomb County ist in 11 Townships eingeteilt:
| - Armada Township - Bruce Township - Chesterfield Township - Clinton Charter Township | - Harrison Charter Township - Lake Township - Lenox Township - Macomb Township | - Ray Township - Richmond Township - Shelby Charter Township - Washington Township |